# Métropole orthodoxe de Corée

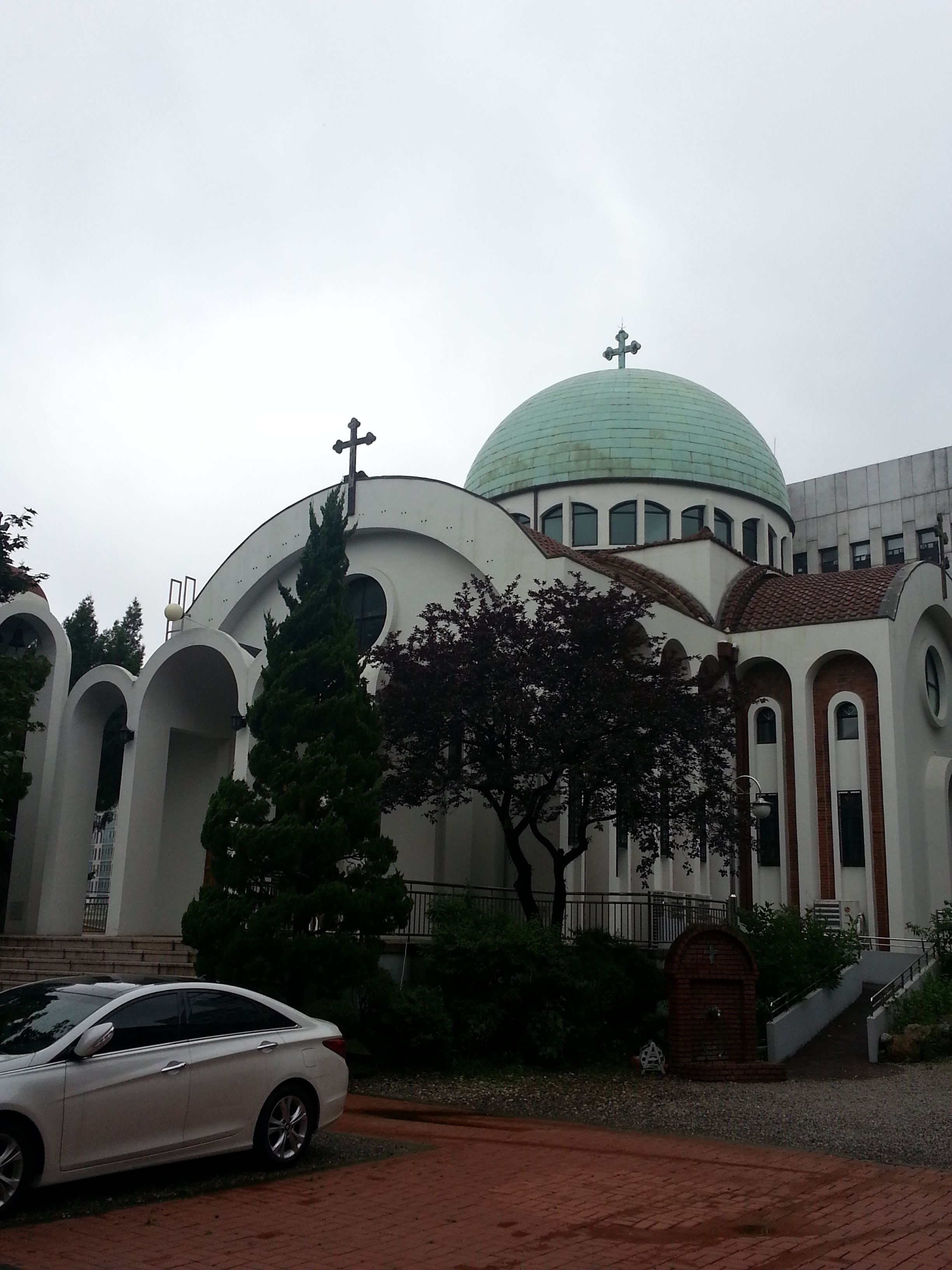
La cathédrale Saint-Nicolas de Séoul.

La métropole orthodoxe de Corée est une juridiction de l'Église orthodoxe en Corée dont le siège est à Séoul et rattachée canoniquement au Patriarcat œcuménique de Constantinople. L'évêque porte le titre de Métropolite de Corée et Exarque du Japon.

## Histoire
- 20 avril 2004, l'exarchat de Corée est élevé au rang de métropole.

## Métropolites
- Mgr Sotirios Trambas (grec: Σωτήριος Hangeul: 소티리오스 트람바스) (du 20 avril 2004 au 27 mai 2008)
- Mgr Ambroise-Aristote Zographos (grec: Αμβρόσιος Hangeul: 암브로시오스-아리스토텔리스 조그라포스) (depuis le 27 mai 2008)

## Organisation
La métropole compte 10 paroisses en Corée du Sud.